# Feleknas Uca
Feleknas Uca, née le 17 septembre 1976 à Celle, est une femme politique turco-allemande d'origine kurde yézidi, membre de Die Linke et du Parti démocratique des peuples. 

## Biographie
Feleknas Uca est éue député européenne lors des élections européennes de 1999 sur la liste du parti Parti du socialisme démocratique, devenu Die Linke en 2007. Elle est réélue en 2004.
En juin 2015, elle est élue à la Grande Assemblée nationale de Turquie pour le Parti démocratique des peuples, puis réélu en novembre de la même année.